# Adi (Name)
Adi ist ein männlicher oder weiblicher Vorname bzw. Familienname.

## Herkunft und Bedeutung
Für den Namen Adi existieren verschiedene Herleitungen.
Als geschlechtsneutraler Vorname ist er in Israel in Gebrauch. Dort sind ungefähr 76 % der Namensträger weiblich, 24 % männlich. עֲדִי ʿadi leitet sich als hebräischer Vorname von der gleichlautenden Vokabel mit der Bedeutung „Juwel“, „Schmuck“ ab.
Währenddessen ist Adi in Indonesien, Deutschland und Rumänien ausschließlich als Männername in Gebrauch.
In Indonesien wird er vom Sanskritwort आदि abgeleitet und bedeutet „erster“, „zuerst“.
In Deutschland wird er als Diminutiv von Adolf, in der Schweiz und in Rumänien von Adrian verstanden.

## Bekannte Namensträger

### Vorname
- Scheich Adi (1078–1163), Reformator des jesidischen Glaubens
- Adi Hirschal (* 1948), österreichischer Schauspieler
- Adi Holzer (* 1936), österreichischer bildender Künstler
- Adi Hütter (* 1970), österreichischer Fußballspieler und -trainer
- Adi Lödel (1937–1955), deutscher Schauspieler
- Adi Macek (1939–1993), österreichischer Fußballspieler
- Adi Meyerson (* ≈1990), US-amerikanische Jazzmusikerin
- Adi Peichl (1945–2020), österreichischer Schauspieler und Regisseur
- Adi Pinter (1948–2016), österreichischer Fußballtrainer und Politiker
- Adi Rinner (* 1938), österreichischer Komponist und Dirigent
- Adi Rosenblum (* 1962), israelisch-österreichische Künstlerin
- Adi Shamir (* 1952), israelischer Mathematiker und Kryptologe
- Adi Rocha Sobrinho Filho (* 1985), brasilianischer Fußballspieler
- Adi Sprinkart (1953–2013), bayerischer Politiker (Bündnis 90/Die Grünen)
- Adi Utarini (* 1965), indonesische Gesundheitswissenschaftlerin

### Zwischenname
- Nicolaus Adi Seputra (* 1959), indonesischer Geistlicher, Erzbischof von Merauke

### Familienname
- Alexandra Adi (* 1971), US-amerikanische Schauspielerin
- Fanendo Adi (* 1990), nigerianischer Fußballspieler
- Hakim Adi (* 1957), Historiker, Autor und Hochschullehrer
- Joko Kuncoro Adi (* 1997), indonesischer Sprinter
- Nor Sarah Adi (* 2000), malaysische Stabhochspringerin
- Rahmad Adi Mulyono (* 2000), indonesischer Speedkletterer
- Sailom Adi (* 1986), thailändischer Boxer

### Spitzname
- Gerhard Adolph (* 1937), deutscher Sportler, Schauspieler und Moderator
- Adolf Hitler[6]
- Adolf Bauer (Politiker, 1945), deutscher Politiker (CSU)
- Adolf Dassler, Gründer des Sportartikelkonzerns Adidas